# Temporada 2007-08 de la NBA Development League
La Temporada 2007-08 de la NBA Development League fue la séptima temporada de la NBA D-League, la liga de desarrollo de la NBA. Tomaron parte 14 equipos encuadrados en tres conferencias, Central, Suroeste y Oeste, disputando una fase regular de 50 partidos cada uno. Los campeones fueron los Idaho Stampede, que derrotaron en la Final al mejor de 3 a los Idaho Stampede por 2-1.
Cuatro nuevos equipos se incorporaron a la liga, Fort Wayne Mad Ants, Iowa Energy, Rio Grande Valley Vipers y los Utah Flash, mientras que otros dos equipos desaparecían, los Arkansas RimRockers y los Fort Worth Flyers.

## Equipos participantes
| - Albuquerque Thunderbirds - Anaheim Arsenal - Austin Toros - Bakersfield Jam - Colorado 14ers - Dakota Wizards - Fort Wayne Mad Ants |  | - Idaho Stampede - Iowa Energy - Los Angeles D-Fenders - Rio Grande Valley Vipers - Sioux Falls Skyforce - Tulsa 66ers - Utah Flash |

## Temporada regular
| Central Division         | Central Division | Central Division | Central Division | Central Division |
| Equipo                   | G                | P                | % Vict.          | PV               |
| ------------------------ | ---------------- | ---------------- | ---------------- | ---------------- |
| Dakota Wizards           | 29               | 21               | .580             | —                |
| Sioux Falls Skyforce     | 28               | 22               | .560             | 1                |
| Iowa Energy              | 22               | 28               | .440             | 7                |
| Fort Wayne Mad Ants      | 17               | 33               | .340             | 12               |
| Southwestern Division    |                  |                  |                  |                  |
| Equipo                   | G                | P                | % Vict.          | PV               |
| Austin Toros             | 30               | 20               | .600             | —                |
| Colorado 14ers           | 29               | 21               | .580             | 1                |
| Tulsa 66ers              | 26               | 24               | .520             | 4                |
| Albuquerque Thunderbirds | 22               | 28               | .440             | 8                |
| Rio Grande Valley Vipers | 21               | 29               | .420             | 9                |
| Western Division         |                  |                  |                  |                  |
| Equipo                   | G                | P                | % Vict.          | PV               |
| Idaho Stampede           | 36               | 14               | .720             | —                |
| Los Angeles D-Fenders    | 32               | 18               | .640             | 4                |
| Utah Flash               | 24               | 26               | .480             | 12               |
| Anaheim Arsenal          | 23               | 27               | .460             | 13               |
| Bakersfield Jam          | 11               | 39               | .220             | 25               |

## Playoffs
|  | Cuartos de final | Cuartos de final | Cuartos de final |        |    | Semifinales | Semifinales | Semifinales |  |     | Final  | Final | Final |  |
|  |                  |                  |                  |        |    |             |             |             |  |     |        |       |       |  |
|  |                  |                  |                  |        |    |             |             |             |  |     |        |       |       |  |
|  |                  |                  |                  |        |    |             |             |             |  |     |        |       |       |  |
|  |                  |                  |                  |        |    |             |             |             |  |     |        |       |       |  |
|  |                  |                  |                  |        |    |             |             |             |  |     |        |       |       |  |
|  |                  | E2               | Sioux Falls      | 93     |    |             |             |             |  |     |        |       |       |  |
|  |                  |                  |                  | 93     |    |             |             |             |  |     |        |       |       |  |
|  |                  |                  | SW1              | Austin | 99 |             |             |             |  |     |        |       |       |  |
|  | E2               | Sioux Falls      | SW1              | Austin | 99 | 101         |             |             |  |     |        |       |       |  |
|  | E2               | Sioux Falls      |                  |        |    |             |             |             |  |     |        |       |       |  |
|  | E1               | Dakota           | 89               |        |    |             |             |             |  |     |        |       |       |  |
|  | E1               | Dakota           | 89               |        |    |             |             |             |  | SW1 | Austin | 1     |       |  |
|  |                  |                  |                  |        |    |             |             |             |  | SW1 | Austin | 1     |       |  |
|  |                  |                  | W1               | Idaho  | 2  |             |             |             |  |     |        |       |       |  |
|  |                  |                  | W1               | Idaho  | 2  |             |             |             |  |     |        |       |       |  |
|  |                  |                  |                  |        |    |             |             |             |  |     |        |       |       |  |
|  |                  |                  |                  |        |    |             |             |             |  |     |        |       |       |  |
|  |                  | W2               | Los Angeles      | 90     |    |             |             |             |  |     |        |       |       |  |
|  |                  |                  |                  | 90     |    |             |             |             |  |     |        |       |       |  |
|  |                  |                  | W1               | Idaho  | 97 |             |             |             |  |     |        |       |       |  |
|  | W2               | Los Angeles      | W1               | Idaho  | 97 | 102         |             |             |  |     |        |       |       |  |
|  | W2               | Los Angeles      |                  |        |    |             |             |             |  |     |        |       |       |  |
|  | SW2              | Colorado         | 95               |        |    |             |             |             |  |     |        |       |       |  |
|  | SW2              | Colorado         | 95               |        |    |             |             |             |  |     |        |       |       |  |
|  |                  |                  |                  |        |    |             |             |             |  |     |        |       |       |  |

### Finales
|  | Final de la D-League (Partido 1) |        |    |  |
|  |                                  |        |    |  |
|  | W1                               | Idaho  | 89 |  |
|  | W1                               | Idaho  | 89 |  |
|  | SW1                              | Austin | 95 |  |
|  | SW1                              | Austin | 95 |  |

|  | Final de la D-League (Partido 2) |        |    |  |
|  |                                  |        |    |  |
|  | SW1                              | Austin | 89 |  |
|  | SW1                              | Austin | 89 |  |
|  | W1                               | Idaho  | 90 |  |
|  | W1                               | Idaho  | 90 |  |

|  | Final de la D-League (Partido 3) |        |     |  |
|  |                                  |        |     |  |
|  | SW1                              | Austin | 101 |  |
|  | SW1                              | Austin | 101 |  |
|  | W1                               | Idaho  | 108 |  |
|  | W1                               | Idaho  | 108 |  |

## Premios de la NBDL

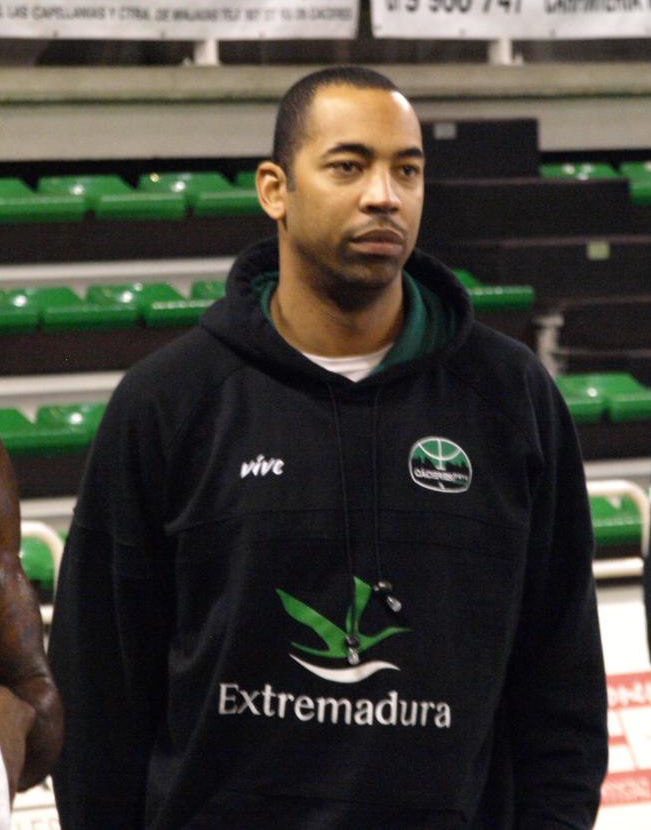
Jelani McCoy, integrante del tercer quinteto ideal de la temporada.

- MVP de la temporada: Kasib Powell, Sioux Falls Skyforce
- Rookie del Año: Blake Ahearn, Dakota Wizards
- Mejor Defensor: Mouhamed Sene, Idaho Stampede y Stephane Lasme, Los Angeles D-Fenders
- Jugador más impactante: Morris Almond, Utah Flash
- Mejor quinteto de la temporada
  - Sean Banks, Los Angeles D-Fenders
  - Eddie Gill, Colorado 14ers
  - Randy Livingston, Idaho Stampede
  - Ian Mahinmi, Austin Toros
  - Kasib Powell, Sioux Falls Skyforce
- 2º mejor quinteto de la temporada
  - Blake Ahearn, Dakota Wizards
  - Lance Allred, Idaho Stampede
  - Andre Barrett, Bakersfield Jam/Austin Toros
  - Rod Benson, Dakota Wizards
  - Kaniel Dickens, Colorado 14ers
- 3er mejor quinteto de la temporada
  - Morris Almond, Utah Flash
  - Jelani McCoy, Los Angeles D-Fenders
  - Carlos Powell, Dakota Wizards
  - Billy Thomas, Colorado 14ers
  - Marcus Williams, Austin Toros

## Llamadas de equipos de la NBA

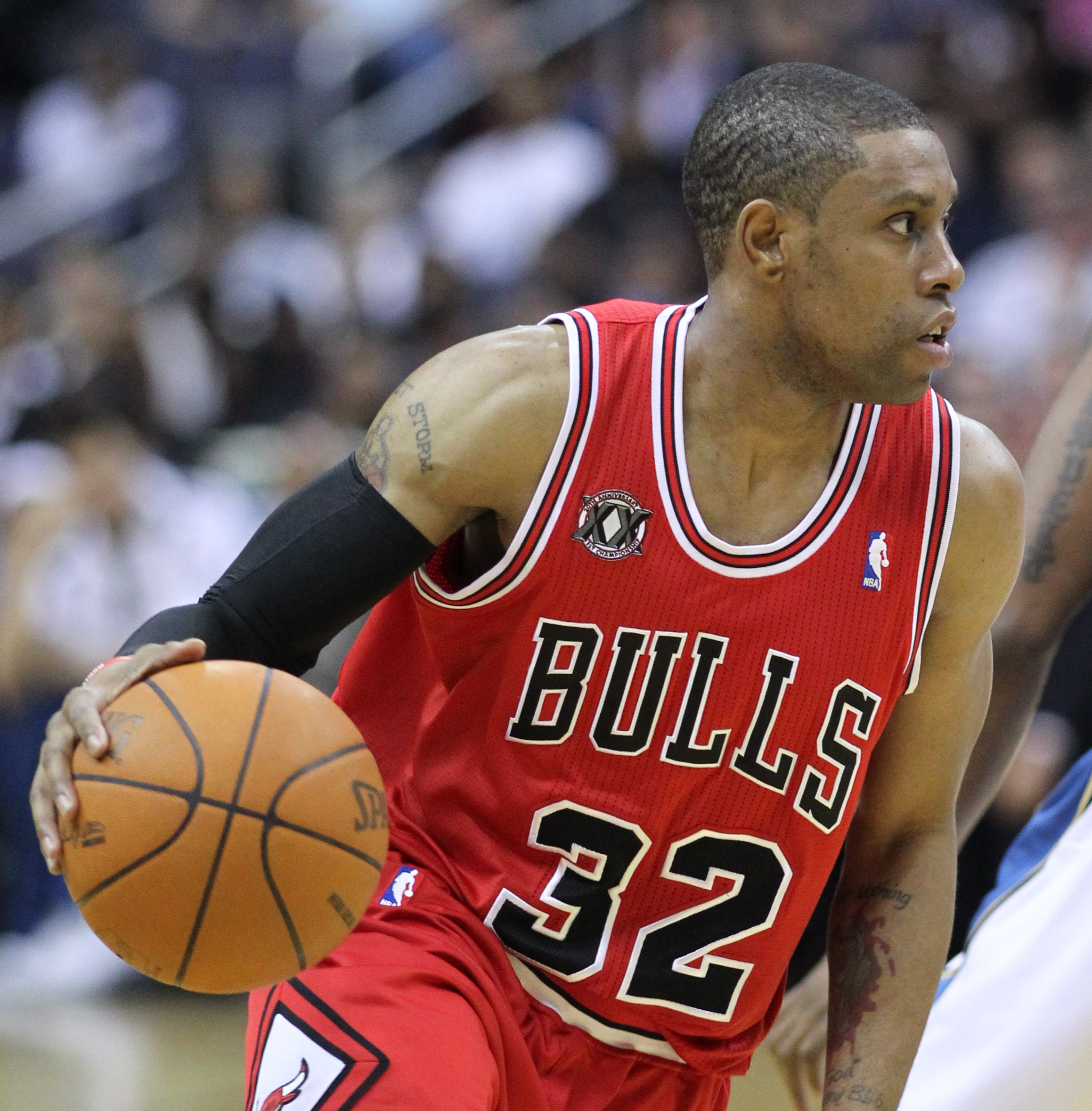
C.J. Watson.

Durante la temporada, 18 jugadores fueron requeridos por sus equipos afiliados de la NBA en 29 ocasiones para formar parte de sus plantillas:
| Jugador           | Equipo NBA D-League      | Equipo(s) NBA                                               |
| ----------------- | ------------------------ | ----------------------------------------------------------- |
| Billy Thomas      | Colorado 14ers           | Cleveland Cavaliers (2 veces)/New Jersey Nets               |
| Bobby Jones       | Sioux Falls Skyforce     | Denver Nuggets/San Antonio Spurs/Miami Heat/Houston Rockets |
| DerMarr Johnson   | Austin Toros             | San Antonio Spurs (2 veces)                                 |
| Kasib Powell      | Sioux Falls Skyforce     | Miami Heat (2 veces)                                        |
| Ronald Dupree     | Tulsa 66ers              | Seattle SuperSonics                                         |
| Marcus Williams   | Austin Toros             | Los Angeles Clippers                                        |
| Eddie Gill        | Colorado 14ers           | Seattle SuperSonics/New Jersey Nets                         |
| Blake Ahearn      | Dakota Wizards           | Miami Heat                                                  |
| Stephane Lasme    | Los Angeles D-Fenders    | Miami Heat                                                  |
| Lance Allred      | Idaho Stampede           | Cleveland Cavaliers                                         |
| Andre Barrett     | Austin Toros             | Los Angeles Clippers                                        |
| Kaniel Dickens    | Colorado 14ers           | Cleveland Cavaliers                                         |
| Jeremy Richardson | Fort Wayne Mad Ants      | Atlanta Hawks/San Antonio Spurs/Memphis Grizzlies           |
| C.J. Watson       | Rio Grande Valley Vipers | Golden State Warriors                                       |
| Guillermo Díaz    | Anaheim Arsenal          | Los Angeles Clippers                                        |
| Keith Langford    | Austin Toros             | San Antonio Spurs                                           |
| Luke Jackson      | Idaho Stampede           | Miami Heat                                                  |
| Jelani McCoy      | Los Angeles D-Fenders    | Denver Nuggets                                              |